# Arnaut Donat
Arnaut Donat (fl. 1420-1480) è stato un trovatore occitano attivo nel tolosano.
Partecipante ai Jeux floraux, tenutisi nel 1450 a Tolosa, viene premiato dal Consistori con la violeta.
La sua canzone religiosa o vers è costituita da otto strofe di otto endecasillabi ciascuna, rigorosamente a rima incrociata (secondo lo schema ABBACDDC ecc.), compresa la tornada. I versi sesto e settimo di ogni strofa hanno rima femminile e quindi sono parossitoni, gli altri, quasi tutti, (tranne quelli della tornada) sono ossitoni,
Vers
         Als cavaliers destinat per ausir,

         en aquest mon fisels a veritat,

         vuelh far un Vers, don seran leu poiat,

         per l'arbre sus al sobira desir,

         de luy pot hom montar al put aut sim,

         estan, am gaug, sufertan maleblansa,

         cresen de cor so qu'en be per semblansa,

         que'l frut moric, restauran nos del crim.

         [...]

         Mon cortes Vers, si l passatge se fay,

         me portara lay on trobec Elena

         lo digne fust, per que festa s'ordena

         de Sancta Crotz, en est tercz jorn de may.